# 巴亞德克里什鄉
46°10′N 22°43′E / 46.167°N 22.717°E
巴亞德克里什鄉（羅馬尼亞語：Comuna Baia de Criș, Hunedoara），是羅馬尼亞的鄉份，位於該國西部，由胡內多阿拉縣負責管轄，面積90平方公里，海拔高度245米，2007年人口2,871，人口密度每平方公里32人。